# Triens

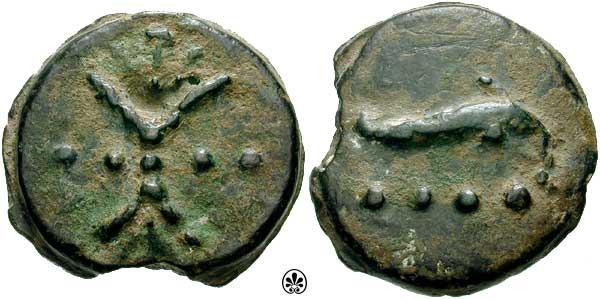
Triens (ca. 241-235 v.Chr.)

Een triens is een Romeinse munteenheid en is gelijk aan 1⁄3 van een as. De bronzen munt werd gemaakt tijdens de Romeinse Republiek vanaf de 4e eeuw voor Christus; de munt werd in 89 voor Christus voor het laatst geslagen.
De triens werd gekenmerkt door vier stippen die verwijzen naar de waarde: de as werd namelijk onderverdeeld in 12 uncia, en de triens was een 1⁄3 van de as oftewel 4 uncia. 
De eerste munten werden gegoten en toonden - naast de vier stippen - de beeltenis van een dolfijn en een bliksemschicht. Later verscheen aan beide zijden een paardenkop. Vanaf 280 voor Christus werd de triens geslagen en was deze doorgaans voorzien van de beeltenis van de godin Minerva.
Ten tijde van de Merovingers werd de munt tremissis ook wel eens een triens genoemd, aangezien beide namen hetzelfde betekenen, namelijk 1⁄3 van de waarde van een andere munt.
Aes · Antoninianus · Argenteus · As · Aurelianianus · Aureus · Barbaarse imitatie · Cistophorus · Denarie · Dupondius · Follis · Miliarense · Nummus · Quadrans · Quincunx · Semis · Sestertie · Siliqua · Solidus · Spintria · Tessera · Triens